# فرانسوا لونژه
فرانسوا لونژه (فرانسوی: François Langers‎; ۲۹ دسامبر ۱۸۹۶ – ۴ اکتبر ۱۹۲۹) بازیکن فوتبال اهل لوکزامبورگ بود.
وی همچنین در تیم ملی فوتبال لوکزامبورگ بازی کرده‌است.